# Районы Кыргызстана
В Кыргызстане 40 районов. Районы городов республиканского значения не являются самостоятельными административно-территориальными единицами.

## Баткенская область
1. Лейлекский район — (#1, районный центр — Раззаков)
2. Кадамжайский район — (#3, районный центр — Кадамжай)
3. Баткенский район — (#2, районный центр — Баткен)

## Джалал-Абадская область
1. Аксыйский район (#14, районный центр — Кербен)
2. Ала-Букинский район (#15, районный центр — Ала-Бука)
3. Базар-Коргонский район (#12, районный центр — Базар-Коргон)
4. Ноокенский район (#13, районный центр — Массы)
5. Сузакский район (#11, районный центр — Сузак)
6. Тогуз-Тороуский район (#18, районный центр — Казарман)
7. Токтогульский район (#17, районный центр — Токтогул)
8. Чаткальский район (#16, районный центр — Каныш-Кыя)

## Иссык-Кульская область
1. Ак-Суйский район — (#40, районный центр — Ак-Суу)
2. Жети-Огузский район — (#39, районный центр — Кызыл-Суу)
3. Иссык-Кульский район — (#36,районный центр — Чолпон-Ата)
4. Тонский район — (#38, районный центр — Боконбаево)
5. Тюпский район — (#37, районный центр — Тюп)

## Нарынская область
1. Ак-Талинский район (#33, районный центр — Баетово)
2. Ат-Башинский район (#35, районный центр — Ат-Баши)
3. Жумгальский район (#31, районный центр — Чаек)
4. Кочкорский район (#32, районный центр — Кочкорка)
5. Нарынский район (#34, районный центр — Нарын)

## Ошская область
1. Алайский район (#8, районный центр — Гульча)
2. Араванский район (#6, районный центр — Араван)
3. Кара-Кульджинский район (#10, районный центр — Кара-Кульджа)
4. Кара-Сууский район (#7, районный центр — Кара-Суу)
5. Ноокатский район (#5, районный центр — Ноокат)
6. Узгенский район (#9, районный центр — Узген)
7. Чон-Алайский район (#4, районный центр — Дароот-Коргон)

## Таласская область
1. Бакай-Атинский район (#20, районный центр — Бакай-Ата)
2. Айтматовский район (#19, районный центр — Кызыл-Адыр)
3. Манасский район (#21, районный центр — Семетей)
4. Таласский район (#22, районный центр — Манас)

## Чуйская область
1. Аламудунский район (#27, районный центр — Лебединовка)
2. Жайыльский район (#24, районный центр — Кара-Балта)
3. Кеминский район (#30, районный центр — Кемин)
4. Московский район (#25, районный центр — Беловодское)
5. Панфиловский район (#23, районный центр — Каиңды)
6. Сокулукский район (#26, районный центр — Сокулук)
7. Чуйский район (#29, районный центр — Токмок)
8. Ыссык-Атинский район (#28, районный центр — Кант)